# Dux Sequanicae
Il Dux Sequanicae era il comandante di truppe di limitanei della diocesi delle Gallie, lungo il tratto di limes alto renano, a sud della fortezza legionaria di Argentoratae), nell'ambito dell'armata imperiale costituita dal Numerus intra Gallias. Suoi diretti superiori erano al tempo della Notitia dignitatum (nel 400 circa), sia il magister peditum praesentalis per le unità di fanteria, sia il magister equitum praesentalis ed il magister equitum per Gallias per quelle di cavalleria.

## Elenco unità
Era a capo di una sola unità, i Milites Latavienses, posizionati a Olitione.